# شراب مارسالا

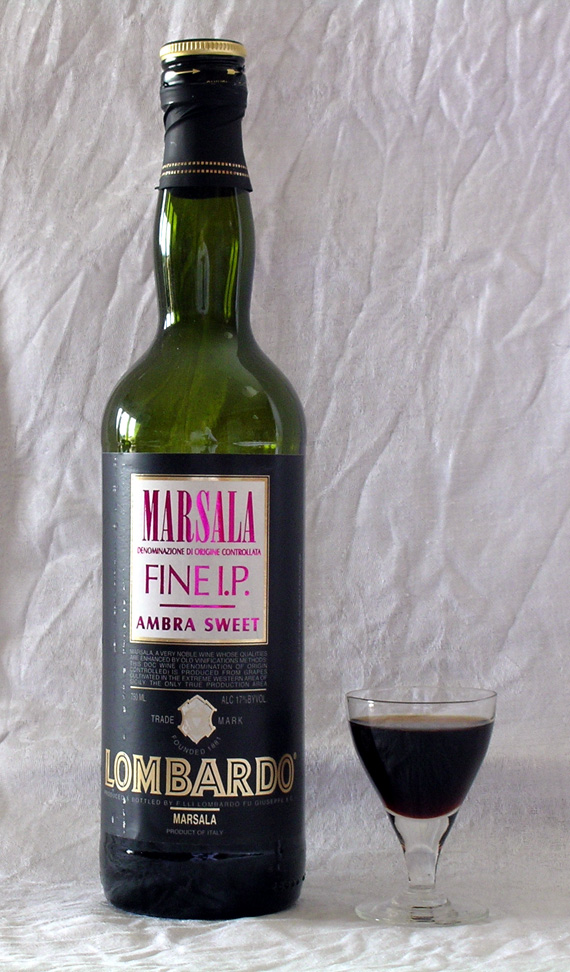
شراب مارسالا

مارسالا شراب تقویت‌شده‌ی، تلخ یا شیرین است، که در نواحی اطراف شهر ایتالیایی مارسالا در سیسیل تولید می‌شود.

## در آشپزی
استفاده از شراب مارسالا در آشپزی متداول است و به‌خصوص در رستوران‌های ایتالیایی در آمریکا رواج دارد.
شراب مارسالای تلخ برای معطر ساختن غذاهایی همچون مرغ مارسالا و ریزوتو استفاده می‌شود و شراب مارسالای شیرین برای تهیهٔ دسرهای ایتالیایی قوی مانند زبایونه، تیرامیسو و شرت‌کیک مورد استفاده قرار می‌گیرد.